# Prince Albert Local Municipality
Prince Albert (englisch Prince Albert Local Municipality, afrikaans Prince Albert Plaaslike Munisipaliteit) ist eine Lokalgemeinde im Distrikt Central Karoo der südafrikanischen Provinz Westkap. Der Sitz der Gemeindeverwaltung befindet sich in Prince Albert. Bürgermeisterin ist Linda Kathryn Jaquet.
Benannt ist die Gemeinde nach dem Ehemann Königin Viktorias von Großbritannien, dem Prinzen Albert von Sachsen-Coburg und Gotha.

## Städte und Orte
- Bitterwater
- Dwyka
- Klaarstroom
- Leeu Gamka
- North-End
- Prince Albert

## Bevölkerung
Im Jahr 2011 hatte die Gemeinde 13.136 Einwohner auf einer Gesamtfläche von 8153 km². Davon waren 84,5 % Coloured, 11,8 % weiß und 2,8 % schwarz. Gesprochen wurde zu 92 % Afrikaans, zu 3,5 % Englisch und zu 0,8 % isiXhosa.